# Мамаев, Юрий Васильевич
Юрий Васильевич Мамаев (12 сентября 1945 год, Сухой Лог, Свердловская область) — заслуженный врач СССР, врач клуба «Уралочка».

## Биография
Юрий Мамаев родился 12 сентября 1945 года в городе Сухой Лог Свердловской области.
В июле 1962 года Юрий Васильевич начал работать учеником слесаря Невьянского цементного завода. В 1963 году он получил 2 разряд слесаря механического цеха. В 1964 году поступил в Свердловский государственный медицинский институт, в 1971 году был призван на срочную службу в органы внутренних дел Свердловского облисполкома. В 1993 году стал работать врачом медико-восстановительного центра РОО «Общественно-спортивный центр „Уралочка“». Принимал участие в подготовке национальной команды к Олимпийским играм 1980, 1988, 1999, 1996 годов. Проводил работу накануне чемпионатов Мира 1990, 1994, 1998 годов и к чемпионатам Европы. Он был среди людей, которые привели национальную женскую волейбольную команду в 1988 году к тому, что она стала олимпийским чемпионом, в 1992 году команда получила серебряную медаль в Барселоне. Команда, в которой тренер-врач Юрий Мамаев работает длительное время, стала 18 кратным чемпионом страны. Работая со спортсменами, Юрий Мамаев занимался разработкой новых методов лечения, реабилитации, восстановления, проводил профилактику спортивного травматизма. Он внедрял методики, которые помогли спортсменам команды достичь хороших результатов на Олимпийских играх. Награжден за результаты своей деятельности дипломами Олимпийского комитета, грамотами.
Тренер Юрий Васильевич Мамаев был свидетелем того, как российской волейболистке Наталье Сафроновой стало внезапно плохо во время разминки. Он смог предположить, что причина случившегося нарушение кровообращения головного мозга и принял решение не дожидаться прибытия скорой помощи, а самостоятельно отвезти ее в центр Бронштнейна. Это решение тренера-врача вполне возможно спасло жизнь спортсменке, потому что в той ситуации очень многое решало время, а состояние девушки стремительно ухудшалось. Спортсменка прошла лечение за границей, вышла из комы и смогла вернуться в Россию.
Тренер Николай Капроль использовал умения Юрия Мамаева не только, как врача, но и как тренера, психолога. Юрий Мамаев общался с игроками, узнавал про их проблемы и помогал сделать правильный настрой перед игрой. Работал с Екатериной Гамовой, Любовью Соколовой, Евгенией Артамоновой.

## Награды
- Медаль «За безупречную службу» 3 степени (1981 год)
- Медаль «За безупречную службу 1 степени» (1981 год)
- Медаль «За безупречную службу 2 степени» (1986 год)
- Медаль «За трудовое отличие» (1989 год)[1]